# 冨樫勇一
冨樫 勇一（とがし ゆういち、1966年（昭和41年）8月3日- は、日本の陸上自衛官。第43代東部方面総監。最終階級は陸将。出身職種は普通科。

## 略歴
山形県出身。1989年（平成元年）3月に防衛大学校（33期）を卒業し、陸上自衛隊入隊。第13次ゴラン高原派遣輸送隊隊長、第14普通科連隊長、統合幕僚監部報道官、陸上幕僚監部人事教育部長、第2師団長、第43代東部方面総監。2025年8月を以て退官。